# NGC 2992
NGC 2992 est une galaxie spirale particulière. Elle est située dans la constellation de l'Hydre. NGC 2992 a été découverte par l'astronome germano-britannique William Herschel en 1785.

## Caractéristiques
La classe de luminosité de NGC 2992 est I et elle présente une large raie HI. C'est aussi une galaxie active de type Seyfert 2.

### Distance
Sa vitesse par rapport au fond diffus cosmologique est de
La vitesse de NGC 2992 par rapport au fond diffus cosmologique est de 2 654 ± 24 km/s, ce qui correspond à une distance de Hubble de 39,2 ± 2,8 Mpc (∼128 millions d'al).
À ce jour, sept mesures non basées sur le décalage vers le rouge (redshift) donnent une distance de 25,40 ± 5,918 Mpc (∼82,8 millions d'al), ce qui est à l'extérieur des valeurs de la distance de Hubble. Notons que c'est avec la valeur moyenne des mesures indépendantes, lorsqu'elles existent, que la base de données NASA/IPAC calcule le diamètre d'une galaxie et qu'en conséquence le diamètre de NGC 2992 pourrait être d'environ 45,5 kpc (∼148 000 al) si on utilisait la distance de Hubble pour le calculer.

### Luminosité dans l'infrarouge
La luminosité de la galaxie NGC 2992 dans l'infrarouge lointain (de 40 à 400 µm)  est égale à 2,34 × 1010 {\displaystyle L_{\odot }} (1010,37{\displaystyle L_{\odot }}) et sa luminosité totale dans l'infrarouge (de 8 à 1 000 µm) est de 3,31 × 1010 {\displaystyle L_{\odot }} (1010,52{\displaystyle L_{\odot }}).

## Paire de galaxies en interaction

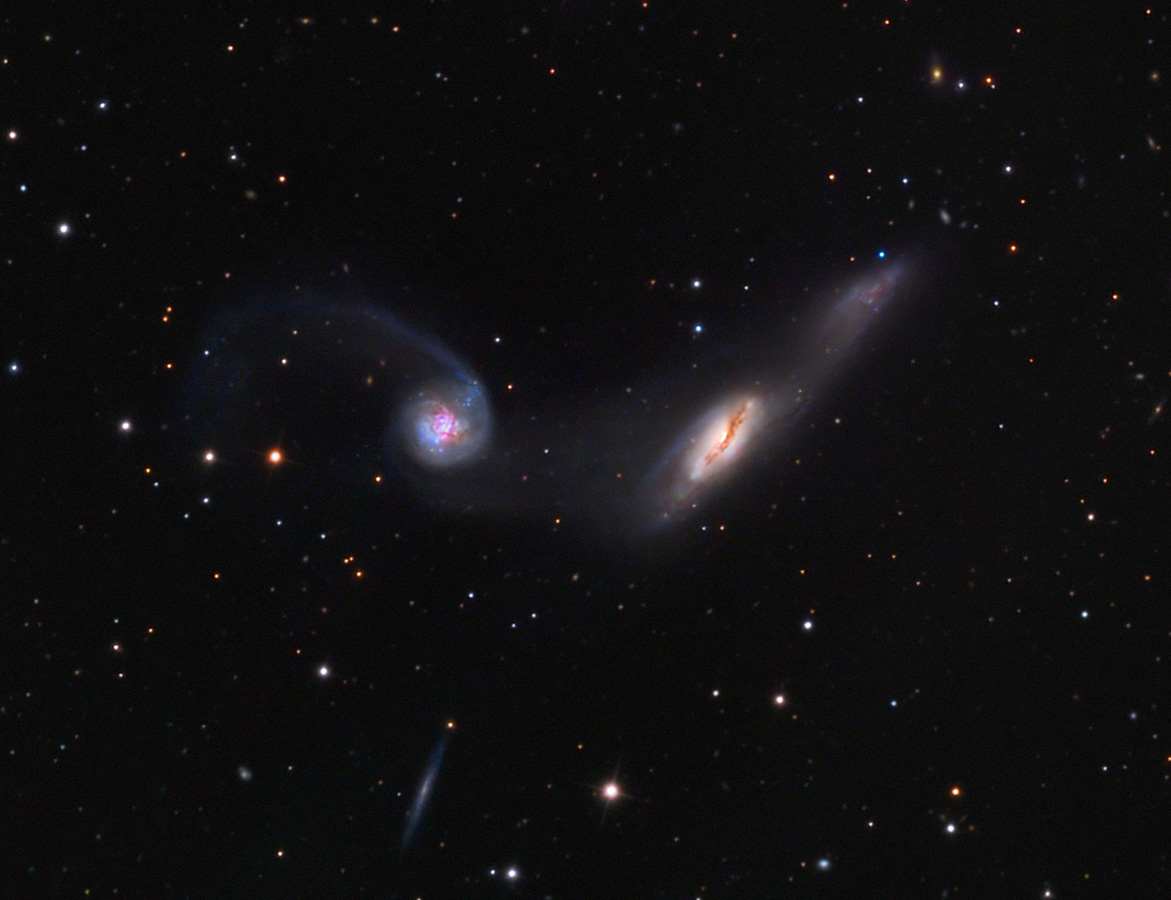
On voit un pâle pont de matière entre NGC 2992 et NGC 2993 (Adam Block, Observatoire du mont Lemmon/Université de l'Arizona

En compagnie de la galaxie NGC 2993, NGC 2992 figure dans l'atlas des galaxies particulières de Halton Arp sous la cote Arp 245. Comme on peut le voir sur l'image prise à l'observatoire du mont Lemmon, ces deux galaxies sont en interaction gravitationnelle. On voit d'ailleurs sur cette image un pâle pont de matière entre les deux galaxies.

## Trou noir supermassif
Selon les auteurs d'un article publié en 2002, la masse du trou noir central de NGC 2922 est de 5,25 x 107{\displaystyle M_{\odot }} (107,72{\displaystyle M_{\odot }}).  
Selon les auteurs d'un article publié en 2012, la connaissance de la masse d'un trou noir central et du taux d'accrétion par celui-ci permet d'estimer le taux de formation d'étoiles dans la région centrale des galaxies de type Seyfert. Ce taux pour NGC 2992 serait à l'intérieur et à l'extérieur d'un rayon de 1 kpc respectivement de 0,77 {\displaystyle M_{\odot }}/an  et de 0,54 {\displaystyle M_{\odot }}/an
.
Selon un autre article publié en 2020, cette galaxie renferme un trou noir supermassif dont la masse est estimée à 3,0+3,9
-2,4 x 107 {\displaystyle M_{\odot }}.